# Prințesa Marie-Auguste de Anhalt
Prințesa Marie Auguste de Anhalt (10 iunie 1898 – 22 mai 1983) a fost fiica lui Eduard, Duce de Anhalt și a soției lui, Prințesa Luise de Saxa-Altenburg.

## Familie
La 10 iunie 1898, Marie-Auguste s-a născut la Ballenstedt, fiica Prințului Eduard de Anhalt și a soției lui, Prințesa Louise de Saxa-Altenburg. Tatăl ei îi va succeda fratelui său, Frederic al II-lea în 1918; în același an va deceda.
Marie-Auguste a crescut la Dessau, capitala ducatului de Anhalt. A avut cinci frați, însă sora ei mai mare Friederike și fratele Leopold au murit în copilărie. Marie-Auguste a fost sora mai mare a lui Joachim Ernst, Duce de Anhalt.
Bunicii paterni au fost Frederic I, Duce de Anhalt și Prințesa Antoinette de Saxa-Altenburg. Bunicii materni au fost Prințul Moritz de Saxa-Altenburg și Prințesa Augusta de Saxa-Meiningen.

## Căsătorie
La 11 martie 1916 la Berlin, Marie-Auguste s-a căsătorit cu Prințul Joachim al Prusiei, fiul cel mic al împăratului Wilhelm al II-lea al Germaniei. Ea și Joachim erau logodiți oficial din 14 octombrie al anului trecut. Nunta a fost celebrată la Castelul Bellevue; au participat tatăl lui Joachim și mama, împărăteasa Augusta Viktoria, Ducele și Ducesa de Anhalt, și alte rude. Au avut o ceremonie luterană simplă.
Cuplul a avut un singur copil, Prințul Karl Franz al Prusiei (15 decembrie 1916 – 22 ianuarie 1975). Nepotul lor, Prințul Franz Wilhelm, s-a căsătorit cu Maria Vladimirovna a Rusiei, pretendentă la tronul Rusiei.

## Decesul lui Joachim
După ce socrul ei, împăratul Wilhelm al II-lea al Germaniei, a abdicat, soțul ei, Joachim, n-a putut să-și accepte noul statut de om obișnuit și a căzut în depresie. În cele din urmă s-a sinucis prin împușcare la 18 iulie 1920 la Potsdam. Propriul lui frate, Prințul Eitel Friedrich al Prusiei, a spus că Joachim a suferit de "un acces de demență excesivă". Cu puțin înainte să se sinucidă, cuplul divorțase. 
După decesul lui Joachim, Karl Franz a fost luat în custodia unchiului patern, Prințul Eitel Friedrich. În 1921, Marie-Auguste a obținut custodia fiului ei.
În 1922, Marie-Auguste a dat în judecată pe fostul împărat Wilhelm pentru lipsa de suport financiar pe care l-a promis în contractul de căsătorie a ei și a lui Joachim. Avocatul lui Wilhelm a susținut că legile Casei de Hohenzollern nu mai sunt valabile, și, prin urmare, nu exista nici o obligație să-i sprijine.
La 27 septembrie 1926, s-a recăsătorit cu Johannes-Michael Freiherr von Loën, un prieten din copilărie. Au divorțat în 1935
În ultimii ani ai vieții ei, Marie Auguste a avut dificultăți financiare. Ca rezultat, a adoptat mai mulți adulți, pentru titlul ei regal în schimbul unor bani. În 1980, Prințesa Marie Auguste l-a adoptat pe Hans Robert Lichtenberg, și el a luat numele de Frédéric Prinț von Anhalt. Familia Prințesei Marie Auguste nu l-a recunoscut niciodată ca făcând parte din neamul lor, și nu i-au recunoscut titlul regal oficial. Femeile nu puteau transmite titluri copiilor lor, naturali sau adoptați, decât dacă acest lucru era permis sub garanția unui suveran. În 1986, "Prințul von Anhalt" s-a căsătorit cu actrița Zsa Zsa Gabor.
Prințesa Marie Auguste a murit la 22 mai 1983 la Essen, Germania.